# Plage du Russe (Peñíscola)
La plage du Russe (en valencien : Platja del Russo) est une plage de sable fin située en bordure de la Sierra d'Irta, sur le territoire de la commune de Peñíscola. Elle est voisine de la Plage de Pebret et est distante de 8,5 km du village.
Elle manque d'installations.

## Faune et flore
La plage du Russe est remarquable par la flore que l'on y trouve, composée de plantes peu communes comme le lys de mer (Pancratium maritimum) et l'euphorbe maritime (Euphorbia paralias), qui poussent sur les dunes situées en première ligne de plage et sur les dunes mobiles, que l'on trouve plus à l'intérieur. Ces espèces ont pu s'adapter face à diverses difficultés comme le sol sableux, la salinité, la rareté des pluies et la force du vent.
La végétation des dunes est associée à un nombre élevé d'espèces animales, la plupart d'entre elles endémiques. Dans le refuge de dunes nidifient des espèces d’oiseaux peu communs sur le territoire valencien, comme la glaréole à collier (Glareola pratincola) ou le pluvier à collier interrompu (Charadrius alexandrinus).

## Toponymie
Le nom de la plage fait allusion à Jaume Sanz (connu localement comme le Russe), un philanthrope et mécène local qui a fait fortune en travaillant comme tailleur à la cour du tsar Alexandre II de Russie au XIXe siècle, et qui à son retour à Peníscola, a réalisé un important travail social construisant les premières écoles du village. Selon la tradition orale, il a fait construire une maison pour loger sa fille malade près de cette plage, à laquelle il a fini par laisser son surnom.